# Sama (distrito)
Sama é um distrito do Peru, departamento de Tacna, localizada na província de Tacna.

## Alcaides
- 2011-2014: Milton John Juarez Vera.
- 2007-2010: Wilson Bertolotto Ticona.

## Transporte
O distrito de Sama é servido pela seguinte rodovia:
- TA-102, que liga o distrito à cidade de Tarata
- PE-1S, que liga o distrito de Lima (Província de Lima à cidade de Tacna (Região de Tacna - Posto La Concordia (Fronteira Chile-Peru) - e a rodovia chilena Ruta CH-5 (Rodovia Pan-Americana)
- PE-1SD, que liga o distrito de Samuel Pastor (Região de Arequipa) à cidade de Tacna (Região de Tacna) [1][2][3]